# Callicore hydaspes
Callicore hydaspes é uma borboleta neotropical da família Nymphalidae que se distribui do Brasil até a Argentina. Foi catalogada por Dru Drury em 1782 como Papilio hydaspes (de exemplar proveniente do Rio de Janeiro). Apresenta a face inferior das asas posteriores com coloração predominantemente amarela e marcações similares a um 08 (quando o inseto está voltado para a esquerda) ou 80 (quando o inseto está voltado para a direita), além de possuir um pouco de vermelho nas asas anteriores e tonalidade azul na área interior da "numeração" e próximo à borda das asas posteriores. Em vista superior, a espécie apresenta as asas anteriores com banda vermelha e marcações em azul metálico na parte interna das asas posteriores. Apresenta pequeno dimorfismo sexual entre macho e fêmea. Adultos sugam frutos em fermentação. Pode ser encontrada em ambiente de cerrado e ser avistada sugando minerais da umidade do solo, junto com outras borboletas.